# Gabriel Aldoney
Gabriel Alejandro Aldoney Vargas (Limache, 26 de febrero de 1948) es un ingeniero mecánico y político chileno. Ejerció como intendente de la Región de Valparaíso entre los años 1997 y 2000, y entre 2015 y 2018.

## Carrera profesional y pública
Estudió ingeniería mecánica en la Universidad Católica de Valparaíso y posteriormente realizó un Magíster en Administración de Empresas en la Universidad Politécnica de Madrid.
Ejerció como consultor independiente de sistemas de transporte. Fue jefe de proyectos de planificación del despacho de aviones del Aeropuerto de Fráncfort del Meno, asesor del Ministerio de Transportes y Telecomunicaciones, director de planeamiento del Ministerio de Obras Públicas y director nacional de la Empresa Portuaria de Chile.
Ocupó el cargo de intendente de Valparaíso entre los años 1997 y 2000, cuando fue nombrado por Eduardo Frei Ruiz-Tagle. En el año 2015 fue designado nuevamente en el cargo, luego de la renuncia de Ricardo Bravo, por Michelle Bachelet.